# 光弹性
光弹性（英語：Photoelasticity）是某些透明材料（主要是塑料、玻璃、环氧树脂等非晶体）在承受载荷出现应变的状态下由各向同性变成各向异性并展现出对光的双折射的现象。基于这种材料性质发展出的描绘物体应力应变分布的试验物理学方法称为光测弹性学。相比于应力-应变的分析学方法（数学方法）的局限，光弹性法对于描绘复杂几何结构以及复杂载荷下的物体的应力应变尤其有效，即使对于材料的突然断裂处也能够给出相对准确的应力分布图像，是用于检测临界应力点和应力集中的重要方法。

## 历史

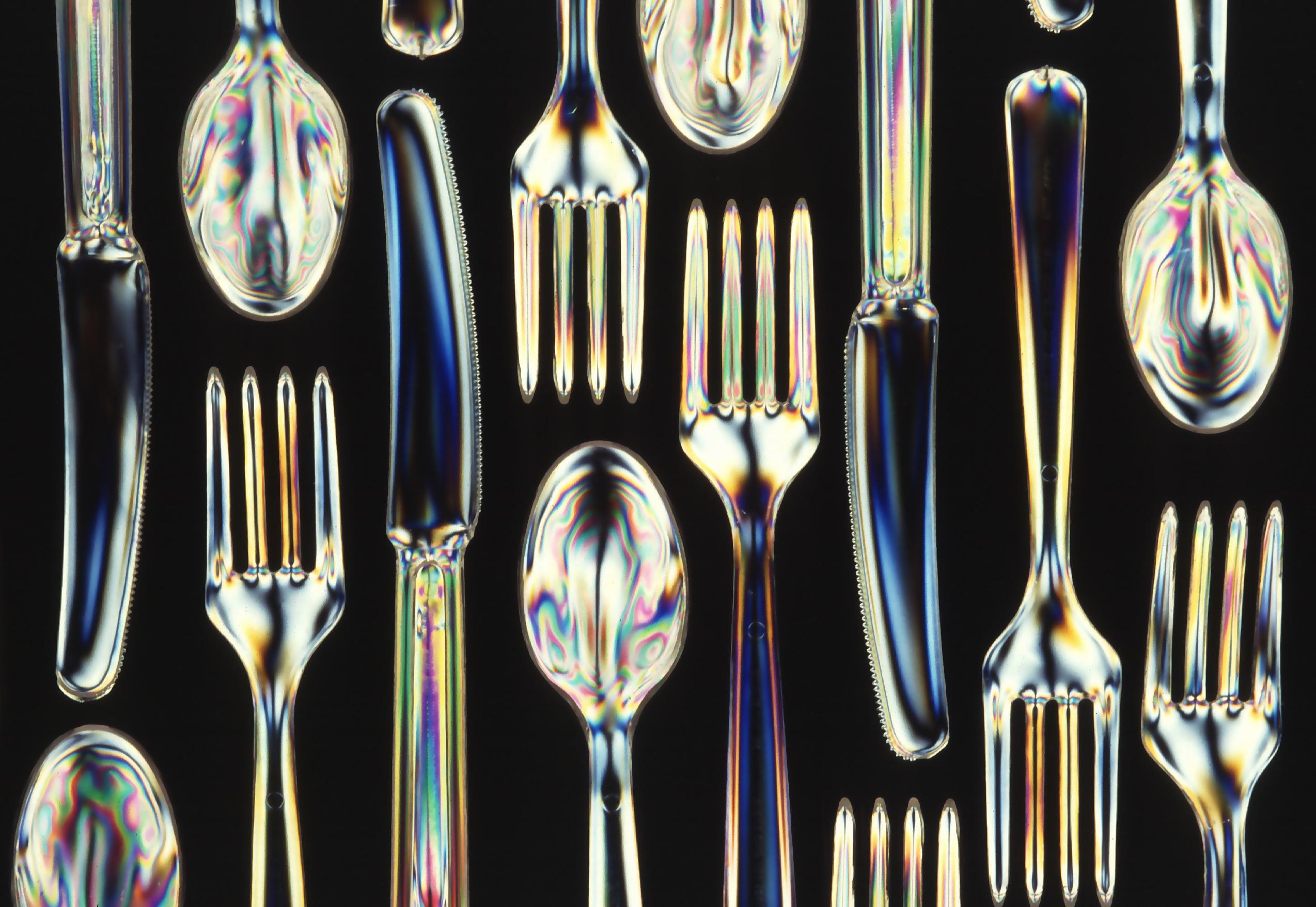
塑料餐具（残留应力）的光弹性图像

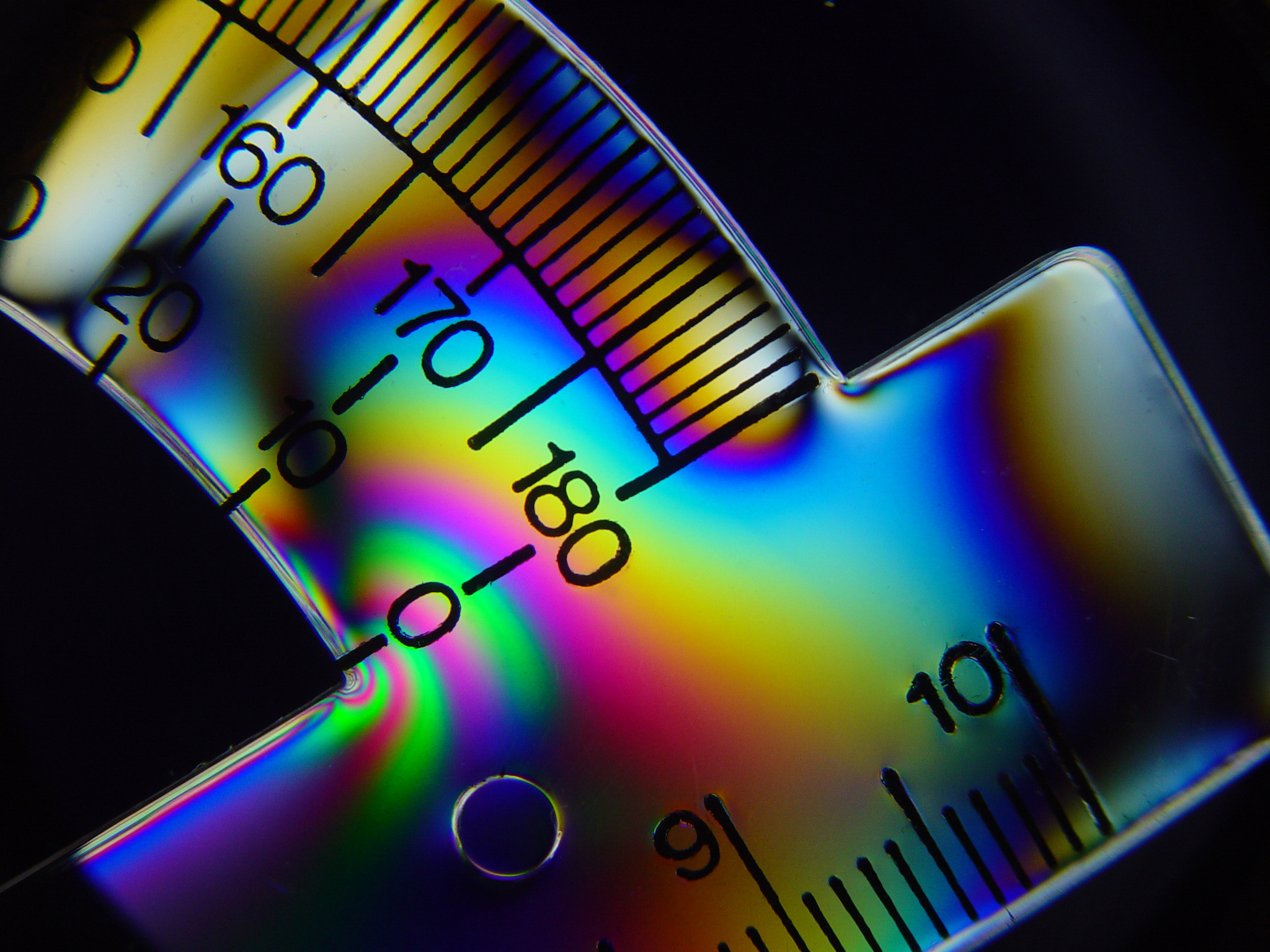
正交偏振光下塑料分度器上的拉应力条纹

光弹性现象由苏格兰物理学家大卫·布儒斯特第一次记录，并在二十世纪初由E.G.Coker和伦敦大学的L.N.G. Filon发展应用。他们的著作《光弹性论》（Treatise on Photoelasticity ）由劍橋大學出版社在1930年出版并成为该学科的标准手册。在1930到1940年间，俄语、德语和法语的许多其他著作先后出版。同时该领域不断取得新的进展，大量的技术改进和简化得以实现。光测弹性力学的测量范围扩展到三维应力，并越来越流行，许多光弹性实验室得到建立。使用发光二极管的数字偏光镜的出现，使得连续监测处于负载下的物理结构成为可能，促进了动态光弹性技术的发展。动态光弹性技术对于例如材料断裂等方面的复杂现象研究起到了重大作用。

## 原理

一束光透过双折射材料被分解成一对相互垂直并且有位移差的偏振光。

光弹性是基于一些透明材料的双折射现象。双折射是指光线透过材料时表现出两种不同的折射率，在许多晶体中可以观察到这种现象。在光测弹性过程中，光弹性材料的某一点的折射率大小跟该点的应力状态直接相关。通过偏光器分析双折射，可以得到诸如最大切应力及其方向等信息。
当一束电磁波通过光弹性材料时，它的电磁波分量沿着材料两个主应力的方向被分解，并且由于双折射表现出不同的折射率，折射角的不同导致两束光分量产生相位差（一束延迟于另一束）。设想一片很薄的各向同性材料试样，在二维光测弹性状态下，相位延迟的大小由光学应力定理（stress-optic law）给出：
{\displaystyle \Delta ={\frac {2\pi t}{\lambda }}C(\sigma _{1}-\sigma _{2})}
其中Δ是相对延迟, C是光学应力常数（stress-optic coefficient），t是样本厚度，λ是光的波长，σ1和σ2分别是两个主应力。相对延迟改变了透射光线的偏振方向，偏振器在光线通过试样之前和之后將两个偏振方向不同的光线分量结合起来。由于光线的相互干涉，干涉图样得到显示。干涉图样的序号N被定义为：
{\displaystyle N={\frac {\Delta }{2\pi }}}
其跟相对延迟量有关。通过研究干涉图样，材料各处的应力状态可以根据计算得到。即使对于不表现出光弹性性质的材料，也可以研究其应力分布：只要用光弹性材料制成相同几何结构的模型，并施加相同的载荷，就可以对其真实的应力分布进行研究。

## 等色线和等倾线
等倾线是试样上主应力方向相同的点组成的轨迹。
等色线是试样上两个主应力差值相同的点组成的轨迹。因此，也是最大切应力相同的点组成的轨迹，因为最大切应力等于两个主应力之差的一半的绝对值：
{\displaystyle \tau _{max}={\frac {|\sigma _{1}-\sigma _{2}|}{2}}}

## 二维光测弹性分析

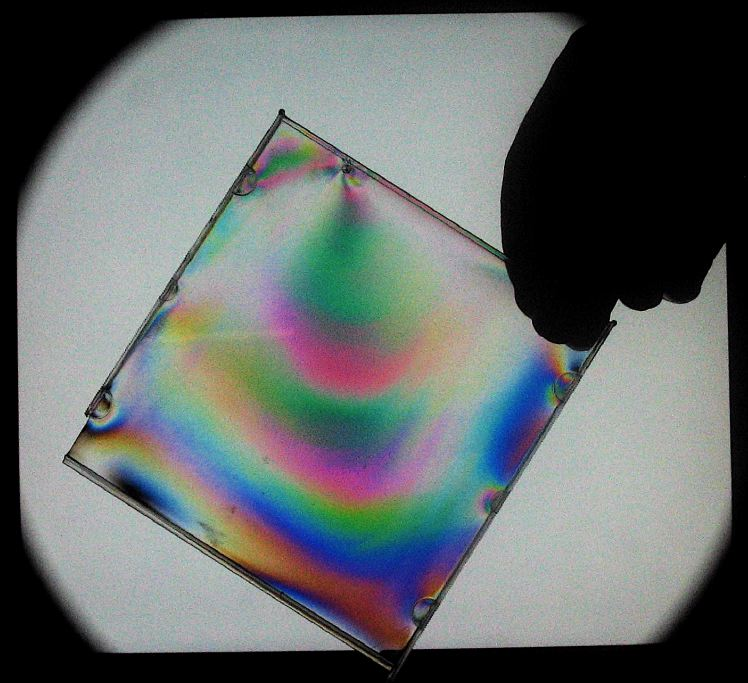
光弹性图像

光测弹性法在二维和三维的应力状态下都可以得到应用。三维的光弹性分析跟二维有着密切的关系，所以二维光测弹性的研究非常重要。二维光测弹性，也称为平面光测弹性，的试验对象是一个厚度远小于其长度和宽度的平板试样（一般来说应小于十分之一），这样一来在平面以外方向上的应力可以忽略为零，只考虑平面长宽方向上的应力变化。分析试验的仪器多种多样，最为基本的是平面偏光器和圆形偏光器。
二维光测弹性试验的目的是测量出沿着两个主应力方向分解的两束光的相对延迟大小，由此计算出相对的主应力和其方向。主应力的具体数值由应力分解给出。有数种不同的理论和试验方法可以帮助解出每个独立的应力分量。

## 平面偏振器
整个设备由两个线性偏振片和一个光源组成。光源根据试验要求发出单色光或者白光。首先，光线通过第一个偏振片转换成平面偏振光，然后光线通过受力试样，根据受力点的主应力方向被分解成不同的偏振光，之后通过第二个偏振片（也叫做检偏片:analyzer），投射出来形成干涉图样。平面偏振器产生的干涉图样既包括等色线也包括等倾线，等倾线随着偏振器的偏振方向改变，等色线不随之改变。

圆形偏振器设置原理示意图；与平面偏振器相比，圆形偏振器增加了两个1/4波片（1/4 waveplate）在试样和偏振片中间来转换光线的偏振状态。

## 圆偏振器
在圆偏振器中，两个四分之一波片被加入到平面偏振器中，分别置于偏振片和试样以及试样和检偏片之间。波片的效果是使圆偏振过的光线透过受力试样，并在光线投射到摄像机等形成干涉图样之前，将圆偏振状态下的光线恢复线性。圆偏振器与平面偏振器的区别是干涉图样中只有等色线而没有等倾线存在。这样做是为了分离两种混合的色线图像。

## 应用
光测弹性被广泛地应用到多种应力分析并成为某些设计的必要环节，但是最新的数值方法（如有限元方法和边界元方法）部分程度上削弱了它的流行度。偏光器的数字化技术加快了图像的获取和数据的处理速度，使它在工业生产中应用在材料的质量控制上（例如玻璃和塑料的制造）。牙医业也利用光测弹性法来分析牙科材料的应变变化。

光测弹性法可以成功地应用在寻找建筑材料内高度集中的局部应力以及弹性介质中的刚性线。 在以上的例子中，由于砖材接触边界的非线性和弹性介质计算的奇异解，数值方法无法给出正确的分析，但是光测弹性法却可以。动态光测弹性法和高速摄影可以被应用于材料中断裂的分析中。

## 引用
1. ↑  D. Brewster, Experiments on the depolarization of light as exhibited by various mineral, animal and vegetable bodies with a reference of the phenomena to the general principle of polarization, Phil. Tras. 1815, pp.29-53.
2. ↑  D. Brewster, On the communication of the structure of doubly-refracting crystals to glass, murite of soda, flour spar, and other substances by mechanical compression and dilation, Phil. Tras. 1816, pp.156-178.
3. ↑  Dally, J.W. and Riley, W.F., Experimental Stress Analysis, 3rd edition, McGraw-Hill Inc., 1991
4. ↑  Ramesh, K., Digital Photoelasticity, Springer, 2000
5. ↑  Fernandez M.S-B., Calderon, J.M.A., Diez, P.M.B and Segura, I.I.C, Stress-separation techniques in photoelasticity: A review. The Journal of Strain Analysis for Engineering Design, 2010, 45:1 [doi:10.1243/03093247JSA583]
6. ↑  Frocht, M.M., Photoelasticity. J. Wiley and Sons, London, 1965
7. ↑  Ajovalasit, A., Petrucci, G., Scafidi, M., RGB photoelasticity applied to the analysis of membrane residual stress in glass, Measurement Science and Technology, 2012, 23-2, no. 025601
8. ↑  Kramer, S., Beiermann, B., Davis, D., Sottos, N., White, S., Moore, J., Characterization of mechanochemically active polymers using combined photoelasticity and fluorescence measurements, SEM Annual Conference and Exposition on Experimental and Applied Mechanics, 2010, 2, pp.896-907.
9. ↑  Fernandes, C.P., Glantz, P.-O.J., Svensson, S.A., Bergmark, A.
Reflection photoelasticity: A new method for studies of clinical mechanics in prosthetic dentistry
Dental Materials, 2003, 19-2, pp.106-117.
10. ↑  .   [2014-03-19]. （原始内容存档于2020-08-18）.
11. ↑  .   [2014-03-19]. （原始内容存档于2020-08-18）.
12. ↑  Bigoni, D. Nonlinear Solid Mechanics: Bifurcation Theory and Material Instability. Cambridge University Press, 2012 . ISBN 9781107025417.
13. ↑  .   [2014-03-19]. （原始内容存档于2020-08-18）.
14. ↑  Shukla, A., High-speed fracture studies on bimaterial interfaces using photoelasticity - A review, Journal of Strain Analysis for Engineering Design, 2012, 36-2, 119-142.